# La viudita naviera
La viudita naviera és una pel·lícula espanyola dirigida per Lluís Marquina i Pichot i estrenada el 14 de juny de 1962, basada en la novel·la homònima de José María Pemán. Fou rodada a Cadis.

## Argument
Al Cadis del 1895 i durant els carnavals, la vídua Candelaria - que viu amb la seva cunyada Fidelitat i és propietària d'una flota de navilis - contreu matrimoni per poders amb el Capità Tomás Igartua, destinat a l'Havana. El vaixell, en el qual se suposava retornava a Espanya sofreix un naufragi i arriben notícies a la península que el Cavaller ha mort. Candelaria es converteix així, per segona vegada, en vídua, ara pretesa per Don Santiago Filgueras. Quan s'arriba a conèixer que Igartua mai va pujar al vaixell, Filgueras intenta fer creure el contrari a Candelaria per a aconseguir el seu amor. No obstant això, el marit apareix i finalment aconsegueix triomfar l'amor.

## Repartiment
- Paquita Rico - Candelaria
- Arturo Fernández - Tomás Igartua
- Ismael Merlo - Santiago Filgueira
- Lina Canalejas - Niña García
- Mary Santpere - Fidelidad Pimentel
- José Franco - Carmelo Pimentel
- Gabriel Llopart - Samuel Williams Bellini
- José Orjas - Guàrdia
- Erasmo Pascual - Cambrer
- Encarna Paso - Donzella

## Premis
Arturo Fernández va rebre el premi al millor actor als Premis del Sindicat Nacional de l'Espectacle de 1961.